# Yoshinari Takagi
Yoshinari Takagi (født 20. maj 1979) er en japansk fodboldspiller.
Han har spillet for flere forskellige klubber i sin karriere, herunder Tokyo Verdy, Nagoya Grampus og FC Gifu.